# Bielsko (Silésie de Cieszyn)
Pour les articles homonymes, voir Bielsko.
Bielsko (polonais : 'bjelsko, allemand : Bielitz, tchèque : Bílsko) était, jusqu'en 1950, un village indépendant situé en Silésie de Cieszyn (Pologne). En 1951, le village est rattaché à celui de Biała Krakowska (en) pour former la nouvelle commune de Bielsko-Biała. Bielsko forme la partie occidentale de la ville.

## Histoire
Bielsko  est fondée à la fin du XIIIe siècle par les ducs de Teschen sur le territoire d'un village appelée ensuite Stare Bielsko (en) (« Vieux Bielsko ») sur la rivière Biała (Vistule) (en). Les Allemands forment la première population du village, au point d'en faire le plus grand centre de langue germanique du duché de Teschen, situation qui perdure jusqu'à la fin de la Seconde Guerre mondiale. Au XVIIIe siècle la ville connaît un rapide développement grâce à l'industrie textile et, au début du XIXe siècle, plus de 500 tisserands y travaillent. En 1920, lors de la partition de la Silésie de Cieszyn entre la Pologne et la Tchécoslovaquie, la ville revient à la Pologne.
D'après le recensement autrichien de 1910, la ville compte alors 18 568 habitants. Ce recensement indique aussi que 15 144 habitants (84,3 %) sont germanophones, 2 568 (14,3 %) parlent polonais et 136 (0,7 %) parlent tchèque. Les Juifs, qui n'avaient pas le droit de déclarer que le yiddish était leur langue, ont pour la plupart déclaré qu'ils étaient germanophones. Les principales religions dans la population sont les catholiques (10 378 soit (55, 9%), les protestants (4 955 soit 26,7 %) et les juifs (3 024 soit 16,3 %). La grande majorité des Juifs est assassinée par les nazis pendant la Seconde Guerre mondiale et, après-guerre, l'Union soviétique expulse la majorité des Allemands

## Personnalités
- Trois survivants de la Shoah originaires de Bielsko sont Kitty Hart-Moxon, Roman Frister (en) et Gerda Weissmann Klein. Tous trois ont rédigé des autobiographies et d'autres œuvres concernant leurs parcours pendant la Seconde Guerre mondiale.
- Les ancêtres du Britannique Christopher Tugendhat viennent de la ville qui, à l'époque, s'appelait Bielitz.
- Gustav Gyula Geyer (en), enseignant et entomologiste hongrois.

### Documentation
- Przemysław Jedlecki, « W przędzalni i tkalni », Zwrot,‎ juillet 2008, p. 50